# 六溪里
六溪里，位於臺南市白河區，同時為六重溪部落之所在，原為羅亞族哆囉嘓社之所在或獵場，直到清乾隆初、中期之後，原居於玉井盆地之大武壠頭社受目加溜灣社侵逼，族人乃於 17 世紀溯曾文溪遷入此地，最晚於17世紀中葉形成一大武壠族部落，舊稱大武壠派社。日治時期爆發焦吧哖事件，再度遷入許多大武壠族人來此。主要信仰為道教信仰及大武壠族傳統祖靈信仰，後者至今每年農曆 9 月 14 日至 15 日仍固定於公廨前舉行夜祭。

## 歷史
六溪里原為洪雅族哆囉嘓社的傳統獵場，至清乾隆中葉，大武壠族人自今臺南市玉井區、楠西區舊社地遷至六重溪，負責守隘並建立部落。
清康熙以後，部落逐漸受到周遭漢人文化影響，部分族人亦接受佛道信仰，並參與關子嶺碧雲寺的進香活動，每年透過香路古道前往碧雲寺，此條古道現今仍有部分路段保留，成為文化步道之一。

## 地理環境
六重溪為白河區與東山區的界河，自關子嶺南側大凍山山脈發源，沿途形成多次蜿蜒曲流。部落名稱「六重溪」源自進入部落需跨越六次河灣。該地區聚落散布於河谷與河階臺地，形成以六重溪本庄為核心的社群生活空間，並設有傳統公廨、國小及親水公園等設施。
六重溪大武壠族人過去以溪流捕撈維生，傳統的捕蝦方式稱為「打蝦趴」，即利用草料與網具捕捉溪蝦，並醃製成蝦醬，為地方特色產品。

## 信仰

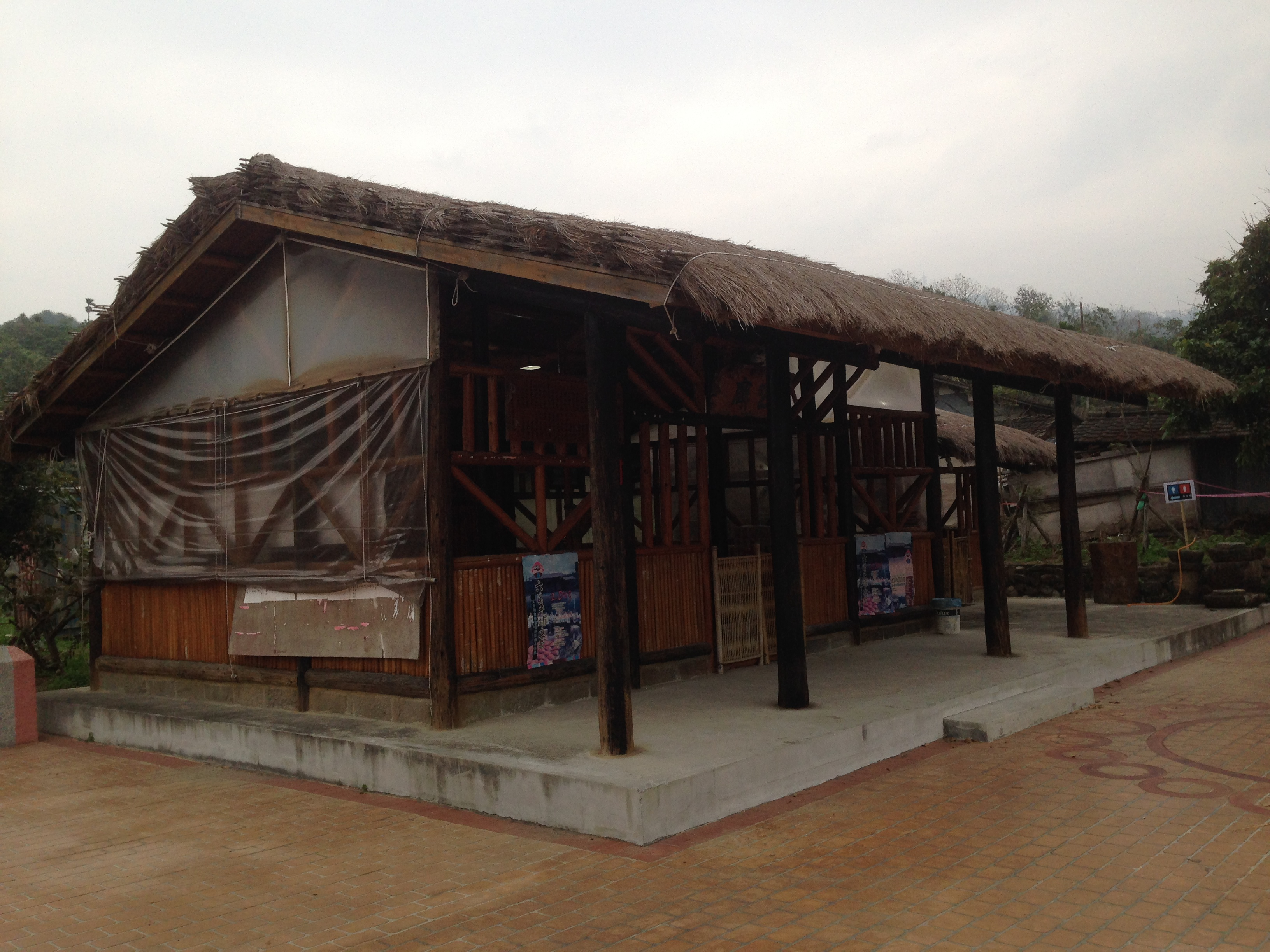
六重溪部落的大武壠族公廨。

### 公廨建築
六溪里內有兩座公廨，分別為小型的「真公廨」，供奉「清水老君」，以及較大的「祖厝」，內有傳統石板祭壇，供奉「太祖五姊妹」五支祀壺，相傳與當地五個部落聯盟有關。公廨建築以茅草為頂，木柱木壁，屬於大武壠族獨特的兩間式公廨建築。
六溪里公廨包含以下祭儀設施與物品：
- 向柱：位於公廨中央，早期掛有豬頭殼，象徵太祖的神兵神將。
- 向缸：向柱外側設有陶甕，盛裝米酒或水，稱為「向酒」，具醫療用途。
- 向神座：中柱上所綁的漏斗狀竹蔑，原為祭祀祖靈、掛彩布及山豬肉串的地方，現成為插祭拜太祖線香之處。
- 過山香（大武壠語：habang）：當地特有的祭祀植物，具有驅蛇防蜂功效，相傳太祖喜愛其香氣。

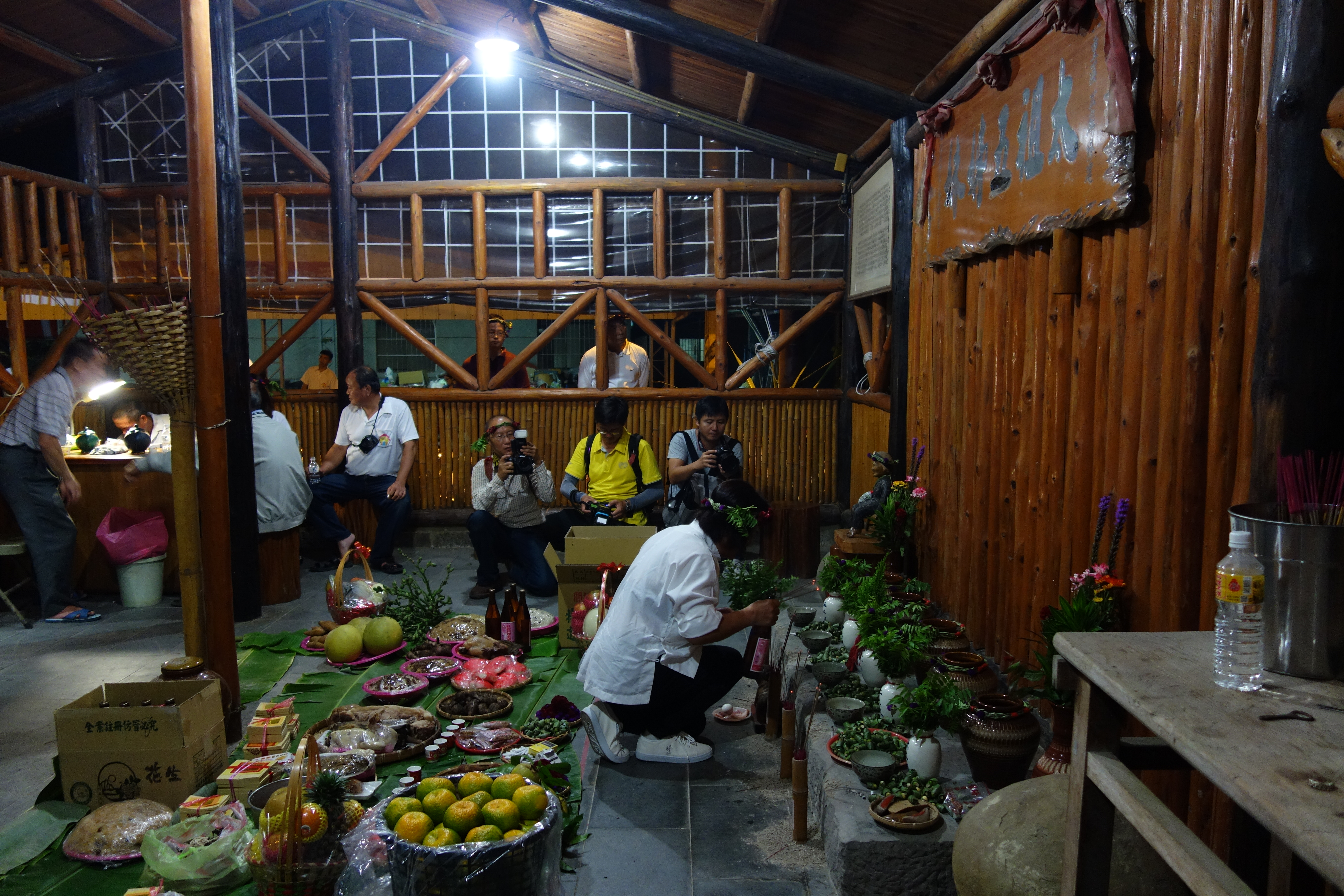
夜祭當晚，族人於六重溪部落公廨內祭拜。

### 夜祭
六溪里的「太祖五姊妹」夜祭為重要傳統祭典，每年農曆9月14日晚上至15日凌晨於公廨舉行，祭祀祖靈太祖五姊妹與清水老君， 由尪姨主持，包括請神、獻豬、點豬、牽曲與翻豬等儀式。六重溪的夜祭與牽曲「跳伊阿嘿」曾中斷50餘年，直至1998年透過學者與地方人士努力，重新找回祭典及〈起曲調〉、〈卡多樂歌〉、〈千親引戚〉等 6 首中的 3 首祭歌， 並興建傳統公廨作為祭祀空間。
牽曲為夜祭的重要儀式，六重溪部落目前確認的牽曲共有三首：
1. 《起曲調》：曲調哀愁，為儀式開端。
2. 《卡多樂歌》：意義尚待研究。
3. 《千親引戚》：旋律輕快，帶有歡樂氣氛。

牽曲僅能在開向（農曆九月一日後）教授與吟唱，禁向（特定禁忌期間）後則不得再唱，如需吟唱則須擲筊徵求太祖同意。

## 知名景點

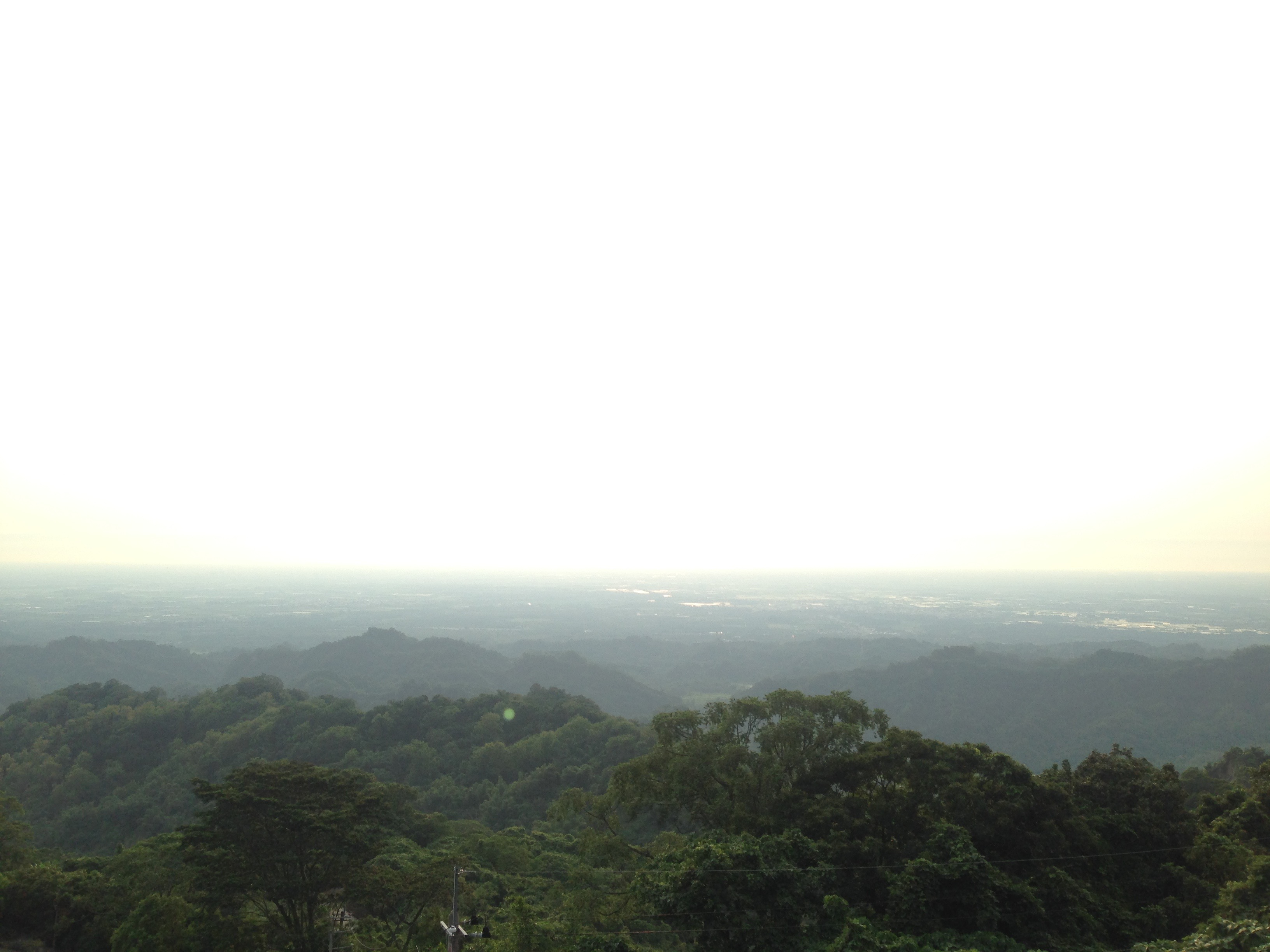
自火山碧雲寺鳥瞰六重溪部落。

- 六重溪平埔文化園區
- 石廟（重興宮）
- 三重水利吊橋
- 香路古道
- 白河台灣電影文化城
- 關子嶺風景區
- 蓮花公園
- 火山碧雲寺

## 另見
- 大武壠族
- 大武壠頭社